# Theodor Stein
Theodor Stein   (Altona, 16 de març de 1819 - Sant Petersburg, 7 de març de 1893) va ser un pianista d'origen alemany 1837 - 1872 va treballar a Tallin com a pianista i professor de piano.

## La infància
Theodor Stein va néixer el 16 de març de 1819, a Altona, una ciutat comercial a prop d'Elba, avui barri d'Hamburg, que aleshores era propietat del Regne de Dinamarca. El professor de piano de Stein i el pare de l'organista el van guiar per primera vegada i van promoure el seu fill com un nen meravellós. Des dels 8 anys va viatjar amb el seu pare en gires de concerts per ciutats alemanyes. Als 10 anys (i segons alguns, als 12 anys), Stein (probablement amb el seu pare) va fer la seva primera gira de concerts per obtenir reconeixement i cartes de recomanació de músics i aristòcrates influents, amb l'esperança d'obtenir un treball digne. Stein va actuar entre altres coses, amb els principals compositors i músics d'Alemanya com Ludwig Spohr a Weimar operant amb Johann Nepomuk Hummel davant. També va actuar per al famós virtuós Ignaz Moscheles, que li va donar una empenta per la improvisació i es va mostrar molt satisfet amb el que va sentir. La reunió amb Moscheles pot haver despertat l'interès de Beethoven per Stein i va tenir una entrevista amb ell. Stein va tenir un gran èxit a Frankfurt am Main, on va realitzar improvisacions. Stein sovint improvisava amb un company pianista a quatre mans.
1830-1831 era a Copenhaguen, on va promoure els personatges principals de la seva música, des Weyse fins a la seva època. Després de Copenhaguen, Stein tornà a actuar en concerts a ciutats alemanyes, inclosa Berlín. Robert Schumann també el va escoltar per primera vegada, qui definitivament li havia aconsellat continuar els seus estudis i no estar satisfet amb el que havia aconseguit. Això va animar Stein a acabar la seva obra de piano sota la direcció de Carl Zeller en la seva acadèmia de música.

## Presentació a Leipzig i Robert Schumann
Després d'aquestes millores, Stein, de 15 anys, va donar el març de 1834 un concert a Leipzig, que va influir indirectament en la seva sort. L'abril del 1834, va començar a aparèixer la revista "New Music" (Neue Zeitschrift für Musik), fundada per Robert Schumann. El professor de piano més famós de la ciutat era Friedrich Wieck, que havia ensenyat a Schumann també i la seva filla Clara feia quatre anys que el coneixia bé. A la llum de la metodologia sistemàtica de Wieck, l'ofici de Stein semblava ser més casual malgrat els seus estudis intermedis. Schumann va reconèixer la intel·ligència i la musicalitat de Stein i el va considerar un talent rar. Però no estava satisfet amb la seva improvisació i les seves habilitats per a piano. Aquest últim mancava de la "tranquil·litat de la bona escola, una lleugeresa constant que només es produeix a través d'una pràctica coherent, però sobretot no hi havia un so saludable amb què ningú neixi al món". Schumann criticava sobretot la improvisació de Stein: es distregué amb "la trista monotonia del sentiment, el caràcter mut de les melodies, la seqüència infinita dels bemol·ls", les imatges musicals eren "pàl·lides, plorants". D'aquesta ressenya en surt també un consell d'aforisme posterior: "No doneu Beethoven massa aviat, doneu-li aigua i refresqueu-lo amb un Mozart fresc i que dona vida!" Schumann va pensar que interpretar a Beethoven no era adequat per a Stein.
Schumann, però, va considerar la crítica de Stein tan important a l'hora de recopilar la seva col·lecció d'escrits el 1852 que la va triar per a la seva publicació al llibre. Va afegir un comentari a la ressenya: "No sabem res sobre el destí futur d'aquest jove i tan esperançador i tendre". Alvin Wieck (1821-1885), germà de la violinista i pianista Clara Schumann, també va viure a Tallinn a la dècada de 1840, el primer pic de l'obra de Stein a Tallinn. Durant el seu viatge hivernal a Rússia l'hivern de 1844, Schumann tenia plans a Riga i Tartu també par anar a Tallinn. Alwin Wieck ja havia preparat la audiència per a això i va publicar els corresponents reportatges periodístics el gener de 1844. No obstant això, els Schumanns no van arribar a Tallinn a causa del deteriorament de l'estat de salut de Robert, tots els seus dies de Tartu estaven en "febre nerviosa", ja que els tres metges de Tartu van diagnosticar i el Schumann es va precipitar cap a Sant Petersburg. És possible que Robert oblidés les activitats de Stein a Tallinn.

## Sant Petersburg i Tallinn
Stein va continuar donant concerts, però ara es va dirigir a Sant Petersburg. El desembre de 1834, Stein va ser conegut pels seus tres exitosos concerts a Königsberg, on va interpretar les obres de Herz, Chopin, Hummel i Moscheles. El viatge va continuar fins a Sant Petersburg, amb escala i concert a Riga el 1835 
al febrer. La primera aparició de Stein a Tallinn va ser l'any 1836. El 1937 va decidir quedar-se a Tallinn als 18 anys.
Steini era un artista de mentalitat àmplia i curiosa. En els seus primers concerts a Tallinn, Stein va trobar escriptors de música literària que havien format un Cercle de música amb músics professionals locals. El mateix any que Stein es va allotjar a Tallinn, Ferdinand Johann Wiedemann, de 32 anys, (1805-1887), un dels més gran lingüistes, es va convertir en el professor de llengua grega local. Wiedemann també va ser un talentós clarinet que, amb la seva gran passió, va impulsar molt el cercle musical, que el 1841 es va convertir en la "Tallinn Music Society".
Stein va treballar especialment estretament amb Wiedemann, l'erudició i l'amor de la música semblava ser especialment fascinant. Stein va ensenyar el piano a la filla menor de Wiedemann, i Wiedemann es va convertir en el padrí del primer fill de Stein, la filla Walfriede Adele. És a dir, al setembre de 1844, Stein, de 25 anys, s'havia casat amb Caroline Adelheide Ploschkus, quatre anys més gran (1815-1865), filla del pastor Gottfried Dionisius Ploschkus de l'Església de l'Esperit Sant i parent de Wiedemann. Theodor Stein i Caroline Adelheid van tenir cinc fills, tres filles i dos fills. El fill petit de Stein encara no tenia 7 anys quan Caroline Adelheide va morir el 1865. Tres anys després, Stein, de 49 anys, es va tornar a casar, el 1868, a Alexandrine von Rosenschild Paulyn, de 26 anys. Stein també va tenir fills d'aquest matrimoni.

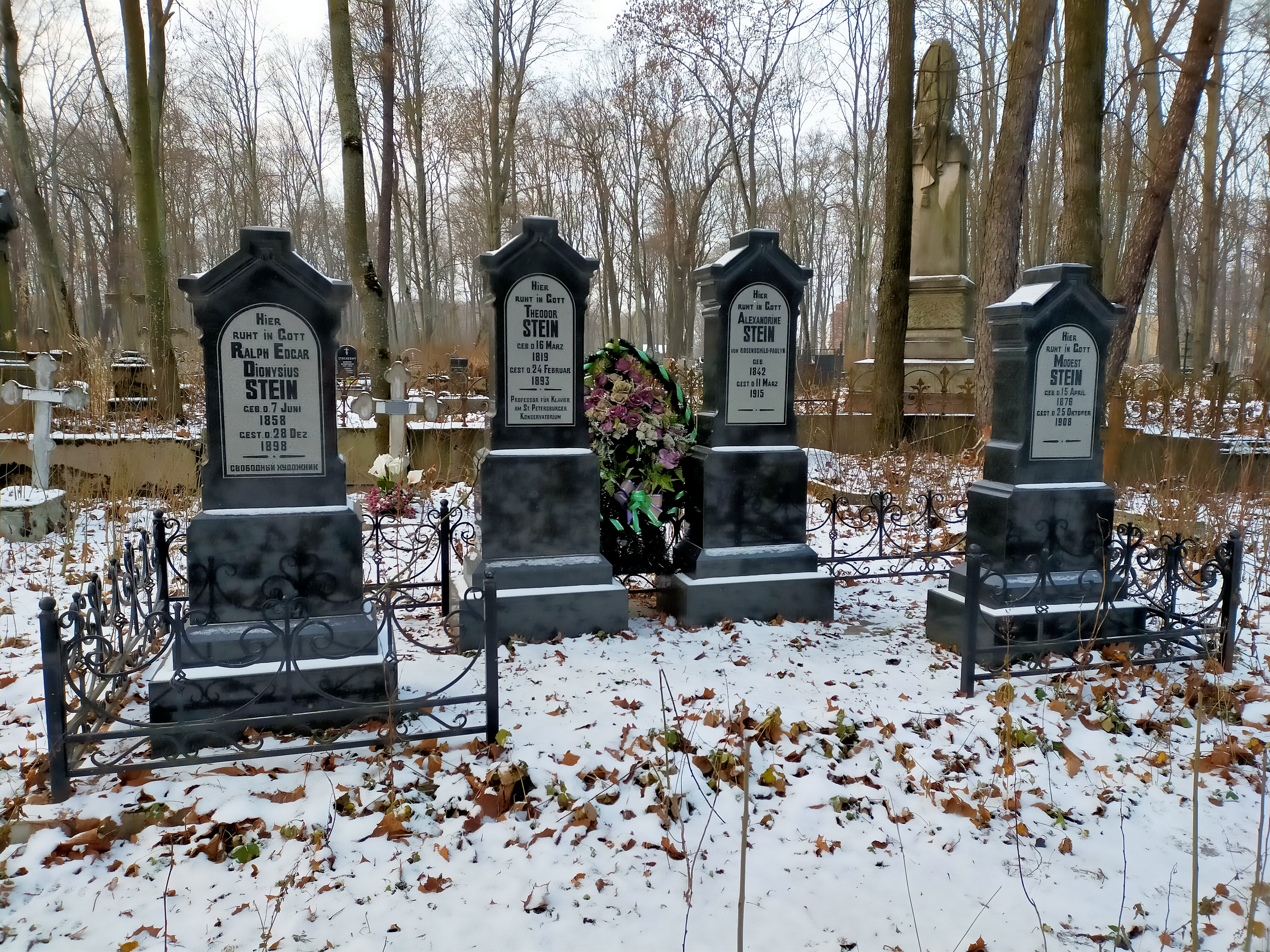
Cementeri de la família Stein, cementiri luterà de Volkovo a Sant Petersburg

Stein no podia fer miracles per als seus fills i filles, tot i que es pot pensar que tothom va rebre almenys una formació bàsica de piano. Jove encara va posar gran èmfasi en la bona educació: el fill gran es va graduar de l'escola secundària a 1869. El provincial cum laude, el segon local de gimnàs quedat pendent des de 1872, la família es va traslladar a Sant Petersburg, on Stein va ser cridat per al Conservatori professor de piano. Fou professor de piano de Nikolai Dubassov i Félix Blumenfeld, entre d'altres. A més del seu treball de conservatori, Stein va ser inspector de classes de música a l'Institut Smolny de la Noblesa.
L'únic fill del seu segon matrimoni, Alexis (Alexei; 1870-1959) va resultar tan talentós que es va dedicar a tocar el piano: es va graduar a la classe del seu pare al conservatori de Sant Petersburg el 1891 i va continuar treballant com a professor de piano al conservatori de Sant Petersburg fins al 1919.

## Estocolm
El 1843 Theodor Stein portava molt temps a Estocolm i tenia previst traslladar-s'hi. Després del matrimoni el setembre de 1844, Theodor i Caroline Adelheid van de Tallinn a Turku i d'allí a Estocolm, combinant un viatge de noces amb un "viatge d'art". Tanmateix, si les probabilitats d'Estocolm van ser inferiors a les esperades o si l'esposa de Stein no se sentia a casa allà, van renunciar de totes maneres. Se suposa que va viatjar d'Estocolm a l'Europa central, se sap que Stein va tenir un gran èxit a Berlín, Viena i París, i un possible temps per això són els mateixos anys d'Estocolm. Algunes biografies esmenten el viatge a Hamburg i París el 1855; A París, va ser recorregut amb dos violoncel·listes destacats, Auguste Franchomme i Pierre Alexandre François Chevillard.

## Theodor Stein com a dissenyador musical de Tallinn
Stein va ser la màxima autoritat i el punt central de la vida musical de Tallinn, admirada per "nobles, ciutadans, literats [i també] comerciants", assenyala l'artista i el lletrista Leopold Pezold a les seves memòries. La principal font d'ingressos de Stein a Tallinn eren les lliçons de piano, i ensenyava entre 8 i 10 hores al dia. A més, va donar concerts, va actuar amb solistes convidats, va fer música amb amateurs i va ser un dels fundadors i líders de la "Tallinn Music Society" (1841-1845) (fins al 1843). Als anys 1850 i 1860 va col·laborar amb la capella de la ciutat i el seu líder August Krüger. A partir de mitjan anys 1840, va organitzar vetllades musicals a casa seva, reunint una capa social i musical de Tallinn. L'autoritat de Stein també es demostra amb el fet que el 1864 es va fundar la "Societat Literària Estòniaa la Provincial" i en aquest context es va crear l'Associació Museu, Stein va ser elegit membre de la firma a cinc de la Junta.